# Barcoo
El río Barcoo (del inglés: Barcoo River) es un largo río de Australia que discurre por el oeste del estado de Queensland. Nace al norte de las montañas Warrego y se une con el río Thomson para formar el río Cooper (o arroyo). Fue descubierto por Thomas Mitchell en 1846 y recibió su nombre de Victoria, nombre cambiado posteriormente por Edmund Kennedy para retomar el nombre aborigen.